# Piełła (stacja kolejowa)
Piełła (ros. Пелла) – stacja kolejowa w miejscowości Otradnoje, w rejonie kirowskim, w obwodzie leningradzkim, w Rosji. Położona jest na linii Petersburg - Mga.

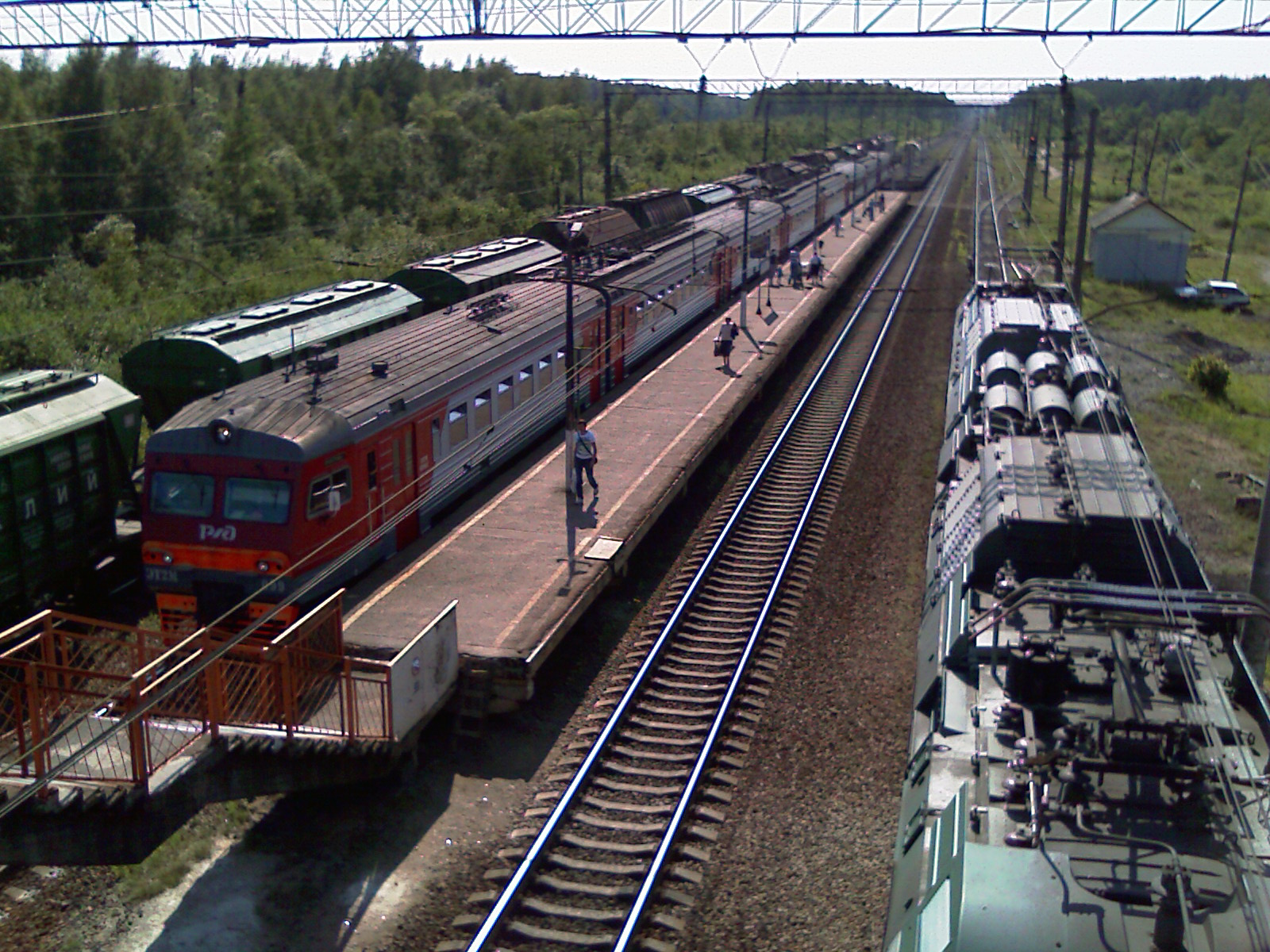
peron, widok w stronę Petersburga